# Misza Ałojan
Misza Ałojan, ros. Миша Алоян (ur. 23 sierpnia 1988 w Bambakaszacie) – rosyjski bokser ormiańskiego pochodzenia, brązowy medalista olimpijski, mistrz świata (2011, 2013) i Europy (2010) w wadze muszej.
Jest dwukrotnym medalistą mistrzostw świata w wadze muszej – w 2009 roku zajął 3. miejsce, a w 2011 i 2013 został mistrzem. W 2010 roku wywalczył także mistrzostwo Europy. Oprócz tego w 2008 roku zwyciężył w Pucharze Świata w Moskwie. Na igrzyskach olimpijskich w Londynie zdobył brązowy medal w kategorii do 52 kg. Podczas igrzysk w Rio de Janeiro wywalczył srebrny medal w wadze muszej, który został mu następnie odebrany, ponieważ stwierdzono w jego organizmie obecność niedozwolonego środka dopingowego – tuaminoheptanu.